# Гладышево (Курганская область)
Гладышево — село в Мишкинском районе Курганской области России. Административный центр Гладышевского сельсовета.

## География
Село находится на западе Курганской области, в пределах юго-западной части Западно-Сибирской равнины, в лесостепной зоне, на берегах озера Гладышева, на расстоянии примерно 11 километров (по прямой) к северо-западу от Мишкина, административного центра района. Абсолютная высота — 160 метров над уровнем моря.

### Климат
Климат характеризуется как континентальный, с холодной продолжительной малоснежной зимой и тёплым сухим летом. Среднегодовая температура — 2,1 °C. Средняя максимальная температура воздуха самого тёплого месяца 23 — 26 °C. Безморозный период длится 115—119 дней. Годовое количество атмосферных осадков — 370—380 мм.

## История
До 1917 года входило в состав Мишкинской волости Челябинского уезда Оренбургской губернии. По данным на 1926 год деревня Гладышева состояла из 193 хозяйств. В административном отношении являлась центром Гладышевского сельсовета Мишкинского района Челябинского округа Уральской области.

## Население
| 1989 | 2002 | 2010 |
| ---- | ---- | ---- |
| 474  | ↘295 | ↘228 |

По данным переписи 1926 года в деревне проживало 869 человек (430 мужчин и 439 женщин), в том числе: русские составляли 99 % населения.

### Гендерный состав
По данным Всероссийской переписи населения 2010 года в гендерной структуре населения мужчины составляли 50,4 %, женщины — соответственно 49,6 %.

### Национальный состав
Согласно результатам Всероссийской переписи населения 2002 года, в национальной структуре населения русские составляли 93 %.